# Миняйло, Алексей Андреевич
Алексе́й Андре́евич Миня́йло (известный также как Лёша Миня́йло; род. 5 февраля 1985, Подольск, Московская область) — российский гражданский и политический активист, один из фигурантов «Московского дела» о массовых беспорядках 2019 года, социальный предприниматель. Долгое время занимался благотворительным проектом «Полдень» по социализации воспитанников детских домов. Экс-кандидат на выборы в Государственную думу 2021 года от партии «Яблоко» по 204 округу (Перово).

## Биография

### Образование и становление
Лёша — достойнейший человек, патриот, христианин. Он любит свою страну, не мыслит себя без неё и делает очень многое для решения её проблем. Так, он на протяжении многих лет занимался тем, что работал с крупными компаниями и привлекал их для решения серьёзных социальных проблем.
Родился 5 февраля 1985 года в Подольске, в семье Андрея Петровича и Надежды Георгиевны Миняйло. Отец — выпускник истфака МГУ. Служил в пожарных войсках МВД, в 2000-х был переводчиком на заводе «Росатома». Мать также окончила истфак МГУ. Более 40 лет работает в Государственном историческом музее. Есть сестра.
Cемья с двумя детьми жила в служебной квартире отца. По словам родителей, они безуспешно отправляли Алексея в музыкальную школу, а в старших классах он сам взялся за гитару, шахматы, иностранные языки и теннис. Поступил в 2002 году в МГУ имени Ломоносова на исторический факультет по стопам родителей. Окончив вуз в 2007-м, отказался от университетской аспирантуры. На старших курсах принял крещение, хотя в юности он был «яростным атеистом», после этого больше двух лет служил алтарником в университетском храме Святой Татьяны. При этом он не приравнивает веру в Бога и поддержку традиционализма РПЦ. Позиция Алексея про уход из службы следующая: «У меня был тлеющий конфликт по ряду вопросов со старшим алтарником. Ему нужно, чтобы все по-армейски было, а я хочу по-университетски свободно». После университета Миняйло сам пошёл в военкомат, но его не взяли из-за проблем со зрением.
Миняйло полгода работал в отделе фактчекинга Большой российской энциклопедии, писал тексты для разных изданий, в конце нулевых перешёл на работу в рекламное агентство и стал заниматься благотворительными проектами. В благотворительную сферу он попал через студенческие сообщества ещё в начале 2000-х. Миняйло долго работал с организацией «Полдень» (существует с 2010 года, в настоящий момент работает с 78 детскими домами в 23 регионах России). Там он с 2013 до 2019-го занимался развитием российского некоммерческого сектора в частных организациях, где в официальной должности «директора по счастью партнёров» он внедрял различные социальные проекты. Ещё со студенчества Миняйло принимал участие в выездных ролевых играх, на становление его идеалов повлияла организация ролевиков «Золотые леса». Свой игровой опыт он применил в НКО: среди прочего он совместно с организацией «Игры будущего» создавал образовательные программы для социальной адаптации, развития эмоциональной вовлечённости и осознанности воспитанников детских домов. Этот проект получал президентские гранты и поддержку региональных властей и крупного бизнеса.
В 2017-м Алексей поступил в аспирантуру словенской международной бизнес-школы IEDC Bled School of Management, где по 2019 год изучал «бирюзовые организации», то есть компании с высокой социальной осознанностью сотрудников и горизонтальной организационной структурой.
С подросткового возраста Миняйло проявлял гражданскую позицию: в школьное время ходил на митинг в поддержку НТВ, позже выходил на пикет к Храму Христа Спасителя против гонений на «Свидетелей Иеговы» и за свободу вероисповедания, был активистом Центра интерактивных технологий МГУ, после университета выступал за освобождение Егора Бычкова. Алексей признаёт, что изначально поддерживал Владимира Путина и считал его хорошим лидером, но окончательно разочаровался после дела против русских офицеров Аракчеева и Худякова, осуждённых в 2007-м.

### Наблюдательская деятельность
В 2008 году Алексей впервые стал наблюдателем на выборах. В 2012-м, впечатлённый массовыми фальсификациями, организовывал всероссийские тренинги «Наблюдатели VS Фальсификаторы» и обучающую игру «Выборы» для общественных наблюдателей и членов избиркомов. В рамках этой деятельности он помогал наблюдателям во время референдума в Крыму 2014 года, на президентских выборах 2012 года и после них сотрудничал со штабами кандидата Михаила Прохорова и партии «Яблоко», с общественным движением наблюдателей «Сонар» и проектом «Гражданин наблюдатель», для которых обучал других волонтёров-наблюдателей эффективно работать с избирательной комиссией, не идти с ней на эмоциональный конфликт, а помогать. Всего ему и команде удалось подготовить более 6 тысячи наблюдателей. Одновременно Миняйло участвовал в запуске проекта «Гражданин лидер».
Алексей умеет давить, не отступать, не дать опомниться даже оппонентам. Но при мне он никогда не повышал голос. Он убеждал, а не спорил.Дмитрий Нестеров, член движения в защиту прав избирателей «Голос»
Миняйло несколько раз задерживали на акциях протеста или во время наблюдательной деятельности. Так, его задержали за попытку предотвратить фальсификации на избирательном участке во время подмосковных выборов мэра города Жуковский, Алексею в итоге удалось добиться там отмены результатов голосования. В 2014-м его арестовали и увезли в полицейский участок из Замоскворецкого суда после оглашения «Дела восьми» (в рамках «Болотного дела»), в марте 2017-го — с акции «Он вам не Димон».
В рамках группы «Хорошее дело», на фоне российской аннексии Крыма, Миняйло организовывал независимое наблюдение за референдумом в Крыму 2014 года. Непосредственно в Крым Алексей не ездил, он был в мобильной группе и отвечал за связи с журналистами и публикацию дайджестов. Официальный отчет группы наблюдателей «Хорошего дела» отметил нарушения правил агитации и другие нарушения, как вбросы, а также бойкот референдума со стороны крымских татар. Несмотря на это, в отчёте подводится итог: «По гамбургскому счету из предложенных на референдуме вариантов абсолютное большинство крымчан проголосовало за присоединение Крыма к России на правах субъекта Российской Федерации». Сам Алексей аннексию Крыма считает незаконной, о чём высказывался после выхода отчёта «Хорошего дела».

### «Московское дело»
В 2019-м Миняйло был волонтёром штаба Любови Соболь на выборах в Московскую городскую думу. Ей забраковали 15 % собранных подписей, чем не допустили к выборам. Миняйло поддержал протестную голодовку, объявленную Соболь, и пил только воду. Одновременно он помогал оставшимся в гонке кандидатам от «Яблока» Дарье Бесединой, Анастасии Брюхановой и кандидату от «Справедливой России» Михаилу Тимонову, и участвовал в серии протестных массовых выступлений под лозунгом «Допускай!», вызванных несправедливым отношением власти к независимым кандидатам.
Алексея Миняйло задержали 27 июля 2019 года на подходе Трубной площади, недалеко от очередного проходившего митинга. Он провёл 48 часов в ОМВД Лужники, а 29 июля покинул Хамовнический суд, поскольку прошло 2 суток с момента задержания. Сразу после выхода Алексей продолжил заниматься делами штаба Соболь, но в ночь на 1 августа к нему пришли с обыском. Алексея сначала отвезли в Бутырский отдел Следственного комитета, а оттуда — в следственную часть № 1 СК по Москве на Новокузнецкой, где его допросили как подозреваемого и сразу же предъявили обвинение: «организация массовых беспорядков» и «участие в массовых беспорядках» (часть 1 и 2 статьи 212 Уголовного кодекса, первая предусматривает от 8 до 15 лет лишения свободы, вторая — от 3 до 8 лет). Суд отклонил предложение адвокатов выпустить Алексея под поручительство или залог и заключил его под стражу до 27 сентября. Таким образом Миняйло попал на 2 месяца в СИЗО «Матросская тишина» и стал одним из фигурантов так называемого «Московского дела» (оно же «Дело 212»).
В защиту Алексея выступили историки, актёры, режиссёры, с открытым письмом к премьеру Дмитрию Медведеву обратились общественные деятели, за коллегу вступились представители НКО, запустив флешмоб в его поддержку. Также открытым письмом и личным присутствием в суде Алексея поддержали священники РПЦ. А петицию за освобождение Миняйло подписали более 12 тысяч человек.
15 августа суд отклонил апелляцию на избрание меры пресечения. По версии следствия, Миняйло «участвовал в массовых беспорядках, сопровождающихся насилием и уничтожением имущества при проведении протестной акции». Алексей вину не признал и в заключении продолжал держать голодовку, которую прекратил только после открытого письма с призывами близких друзей и соратников.
Алексея в суде представлял адвокат правозащитной организации «Агора» Алан Гамазов. Штаб Алексея Навального, помогая защите, составил хронологию передвижений Миняйло по Москве и доказал, что он не успел принять участие в «массовых беспорядках». Так, обвиняемый большую часть времени провёл вместе с журналистом «Дождя» возле Хамовнического суда Москвы, поддерживая Соболь, которую задержали перед митингом. После суда, по словам журналиста, Миняйло на такси отправился «обратно в центр сбора подписей», который находился на Цветном бульваре. По показаниям свидетельницы, Алексей целенаправленно избегал скопления людей из-за слабости от голодовки. Далее он в одиночестве отправился в сторону Трубной площади на встречу с превентивно задержанными перед митингом и освобождёнными незарегистрированными кандидатами, как видно по камерам слежения, в пути его остановили сотрудники полиции и отправили в автозак.
26 сентября 2019 года на заседании по продлению меры пресечения в Басманном суде дело против Миняйло внезапно прекратили, суд отклонил ходатайство следствия о продлении содержания под стражей, а прокуратура заявила об отсутствии в деле состава уголовного преступления, обнаружив «только состав административного нарушения». Сразу после освобождения Миняйло поехал на одиночный пикет к Администрации президента. По рекомендации защиты он подал иск о реабилитации, 6 февраля 2020 года ему присудили компенсацию от Минфина в размере 150 тысяч рублей за незаконное уголовное преследование, спустя почти год он снова пожаловался в Тверской суд Москвы на бездействие прокуратуры, которая так и не принесла требуемых по закону извинений.

## Современность

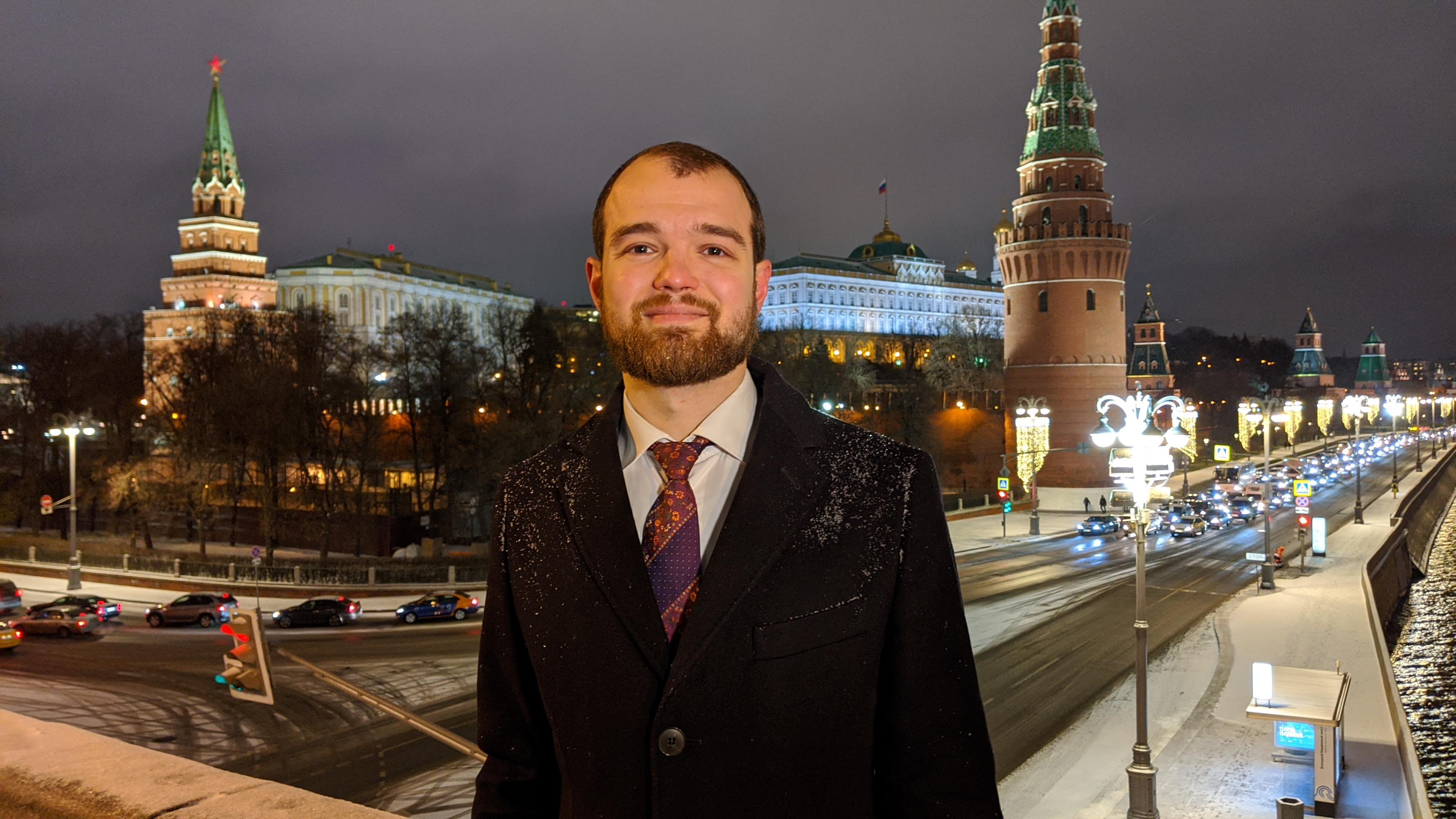
Алексей Миняйло на Большом Каменном мосту на фоне Кремля во время записи для канала «Дождь»

### Активизм и политические планы
После выхода из СИЗО Миняйло занялся защитой других фигурантов «Московского дела» и иных политических арестантов, запускал информационные проекты и материальные сборы для членов их семей. Алексей привлекал к правозащите известных людей, в том числе рэперов Оксимирона и Фэйса. Миняйло стал одним из героев фильмов «Политзек is the new black», представленного на Артдокфесте, и «Холодное лето девятнадцатого» журналистки Катерины Гордеевой о протестах и его последствиях.
Среди других активных инициатив с 2019 года: организовал с журналистом Ильёй Азаром пикеты против обнуления президентских сроков у памятника князю Владимиру, инициировал экспертный доклад «Фейк о коронавирусе как государственная идеология» и открытое письмо Владимиру Путину о принятии экстренных медицинских и экономических мер, которое подписали более 100 тысяч человек, создал медиапроект против пыток фигурантов дела «Сети», выступает общественным защитником в судах, борется против цензуры писем заключённых СИЗО и выступает в их поддержку и многое другое.
Продолжая наблюдательную деятельность, Миняйло в сентябре 2020 года оказался вовлечён в скандал на территориальном избирательном участке во Фрязино, где глава избиркома порвал удостоверение Алексея как члена территориальной комиссии с правом совещательного голоса из-за предъявления в качестве подтверждения личности загранпаспорта, а потом напал, чтобы отобрать телефон, пока Алексей фиксировал нарушение на видео.
В мае 2021-го Миняйло присутствовал на Земском съезде — новгородском всероссийском собрании муниципальных депутатов (отсылка к историческому Земскому собранию), где он собирался представить фильм «По горизонтали: один в Думе воин», в котором «политики и политологи рассуждают о важности участия независимых кандидатов в выборах», в создании поучаствовали, например, Екатерина Шульман, Владимир Кара-Мурза, Евгений Ройзман, Дмитрий Гудков. Собрание было сорвано полицией в момент открытия из-за спешно выпущенного и не успевшего ещё вступить в силу губернаторского приказа о ковидных ограничениях не более 30 участников массовых мероприятий. Несмотря на меньшее число людей, несколько было задержано, в их числе оказалась инициатор съезда, бывший мундеп Тимирязевского района Юлия Галямина, Алексею удалось избежать контакта с полицией.
В апреле 2021 году Миняйло объявил о выдвижении на выборы в Государственную думу 2021 года по одномандатному округу в Москве при поддержке партии «Яблоко», главой его предвыборного штаба стала Дарья Серенко. В июне регсовет «Яблока» рекомендовал партии выдвинуть Алексея от 204 округа — район Перово. Партия не поддержала его кандидатуру. Миняйло узнал об этому 3 июля, за полдня до съезда партии, и назвал ситуацию «предательством и кидаловом». Он остался в Восточном округе, чтобы помогать жителям и другим независимым кандидатам.

### Антивоенная позиция
Сразу после вторжения российских войск на территорию Украины 24 февраля 2022 года Миняйло подал в мэрию Москвы заявку на проведение антивоенного шествия от метро «Белорусская» до Лубянской площади, митинг должен был состояться 5 марта, но не был согласован.
В конце февраля Алексей с командой социологов запустили исследовательский проект «Хроники», в котором изучают отношение россиян к войне на более комплексном уровне, чем «поддерживаю / не поддерживаю действия Кремля», выделяют страты сторонников и противников войны и смотрят, как изменилась жизнь россиян с 24 февраля. Данные регулярно обновляются и доступны на сайте проекта, результаты появляются в российской и международной прессе (The New Yorker, The Daily Beast, L’Echo, The Sunday Times и другие). Исследователи выяснили, что результат ответа сильно меняется, если задавать не абстрактный вопрос («одобряете ли вы спецоперацию»), а конкретный. По словам Алексея, респонденты из соображений безопасности не говорят прямо, что они думают: «[мнение] можно узнать, если учитывать нюансы поведения в диктатуре военного времени и задавать умные вопросы, а не „в лоб“». Так, 32 % считают необходимым завершить спецоперация как можно скорее, независимо от достижения военной победы, 36 % считают, что воевать нужно до капитуляции ВСУ. А если добавить вопрос, что должно быть приоритетом правительства России — достижение военной победы или спасение экономики, то количество сторонников спецоперации снижается до 24 %. Только 26,7 % россиян заявляют о готовности отдавать часть своего дохода на вооружение армии, а на нужды армии — всего 10 %. По данным команды «Хроники», ядро провоенно настроенных россиян составляет 16 %, а антивоенно настроенных — 6 %. «Противников и сторонников спецоперации [объединяет] стремление не допустить превентивного применения ядерного оружия Россией (83 %)».
В марте 2022 года начал работу инициированный Алексеем антивоенный проект The Voice of Russia. Это международное некоммерческое объединение художников, продюсеров, журналистов и представителей других творческих профессий, живущих в России и за рубежом, которые стремятся восстановить отношения с Европой и США, разрушенные войной. Команда переводит на английский язык важные антивоенные речи россиян, освещает активистскую деятельность, создаёт антивоенные арт-проекты. Плакаты под хэштегами #ArtAgainstWar и #RussiansAgainstWar можно было увидеть на лондонских железнодорожных станциях «Виктория» и «Паддингтон» и в метрополитене.
В апреле Алексей Миняйло и политический активист Михаил Плетнёв запустили проект «Приёмная» — сайт, через который можно бесплатно написать и отправить юридически корректный запрос депутатам региональных парламентов и чиновникам. Первая кампания содержала обращения в региональные парламенты с требованиям принять закон, гарантирующий, что призывников из данного региона не будут отправлять участвовать в спецоперации; вторая крупная кампания была запущена в защиту художницы Юлии Цветковой: девушка провела три года под домашним арестом, получила подписку о невыезде и статус иностранного агента, кампания «Приёмной» была запущена, когда обвинение затребовало для Цветковой три года колонии, в итоге суд полностью оправдал художницу. К 26 апреля через сервис было отправлено 3300 обращений, к 6 мая — 13 438, в середине июля — более 30,8 тысяч, из которых 18 тысяч касались темы военного призыва.